# ستانلي ميدلتون
ستانلي ميدلتون (بالإنجليزية: Stanley Middleton)‏‏ (1 أغسطس 1919 في نوتنغهامشير - 25 يوليو 2009 ) مؤلف، وروائي، وكاتب من المملكة المتحدة.

## الجوائز
- جائزة بوكر الأدبية
- زميل في الجمعية الملكية للأدب

## روابط خارجية
- ستانلي ميدلتون على موقع الموسوعة البريطانية (الإنجليزية)